# Hanns-Jörg Krumpholz
Hanns-Jörg Krumpholz (* 24. September 1962 in Bonn) ist ein deutscher Schauspieler, Autor, Hörspiel- und Synchronsprecher.

## Leben
Hanns-Jörg Krumpholz wurde 1962 in Bonn geboren. Nach der Ausbildung von 1984 bis 1988 an der Hochschule für Musik und Darstellende Kunst Stuttgart war er unter anderem in Heidelberg, Zürich, Stuttgart und Bonn engagiert und wirkte z. B. in den TV-Serien „Tatort“ (1995), „Balko“ (1995) und „Die Wache“ (1999) mit. Neben seiner schauspielerischen Tätigkeit inszenierte er sein Stück „Sechzehn im Sommer“ (2005) für das Staatstheater Wiesbaden. Krumpholz gehört zum Schauspielensemble des Wiesbadener Staatstheaters und lebt in Wiesbaden.

## Synchronisation
Xander Berkeley
- 2023: The Mandalorian als Captain Gilad Pellaeon
- 2024: Star Wars: Geschichten des Imperiums als Captain Gilad Pellaeon

### Filme
- 2009: Deadliest Sea – Peter Outerbridge als Captain Jack Colvin
- 2018: Mortal Engines: Krieg der Städte – Paul Yates als Dietrich
- 2021: S.A.S. Red Notice – Andy Serkis als George Clements
- 2021: Nobody – Steven Eric McIntyre als Veteran
- 2021: The Forever Purge – Will Patton als Caleb Tucker
- 2022: Dreizehn Leben – Lewis Fitz-Gerald als Vern Unsworth
- 2022: The Lost City – Das Geheimnis der verlorenen Stadt – Stephen Lang als Fantasy-Bösewicht
- 2023: The Marvels – Kelsey Grammer als Dr. Hank McCoy/Beast
- 2024: Beverly Hills Cop: Axel F – Judge Reinhold als Det. William „Billy“ Rosewood

### Serien
- 2011: Sherlock Yack – Der Zoodetektiv als Grizzlybär / Kojote / Krokodilbaby / graues Meerschweinchen
- 2018: Ninjago – Mark Oliver als Dr. Julien (2. Stimme)
- 2018, 2022: Killing Eve – David Haig als Bill Pargrave
- 2020: For Life – Boris McGiver als Glen Minskus
- 2020–2023: Der junge Inspektor Morse – Anton Lesser als Chief Superintendent Bright (2. Stimme)
- seit 2020: Blood of Zeus – Jason O’Mara als Zeus
- 2021: What If…? – Darrell Hammond als General
- 2022: She-Hulk: Die Anwältin – Mark Linn-Baker als Morris Walters

### Videospiele
- 2015: Until Dawn als Jack Fiddler / Flammenwerfer-Typ
- 2015: Bloodborne als Gatekeeper u. a.
- 2016: Dishonored 2: Das Vermächtnis der Maske als Bettler
- 2018: Marvel’s Spider-Man als J. Jonah Jameson
- 2023: Marvel’s Spider-Man 2 als J. Jonah Jameson
- 2024: Suicide Squad: Kill the Justice League als Brainiac
- 2024: Final Fantasy VII Rebirth als Mayor Kapano

## Hörspiele
Die ARD-Hörspieldatenbank enthält zurzeit (August 2021) 271 Datensätze, in denen Hans-Jörg Krumpholz als Sprecher gelistet ist. Ein Datensatz weist ihn auch noch als Hörspielautor aus.

### Autor
- 1990: Eleonor Rigby (auch Sprecher: Mann) – Regie: Heidemarie Rohweder (Hörspiel – SR)

### Sprecher (Auswahl)
- 1987: Michael Z. Lewin: Aus Studio 13: Nachtwandler (Constable Harrow) – Regie: Klaus Mehrländer (Original-Hörspiel, Kriminalhörspiel – SDR)
- 1987: Christoph Hein: Horns Ende (3 Teile) (Paul, Frau Fischlingers Sohn) – Bearbeitung und Regie: Horst H. Vollmer (Hörspielbearbeitung – SDR)
- 1988: Stephen Dunstone: Gut angekommen – schreibe bald (George) – Regie: Heidemarie Rohweder (Originalhörspiel – HR/BR)
- 1989: Thomas Schmidt, Tobias Geissner: Kopfhörer – Ferienfunk: Von heute auf morgen (11. bis 22. Teil) – Regie: Hans-Peter Schnicke (Kurzhörspiel, Kinderhörspiel – SDR)
- 1990: Christine Grän: Tod im Bundeshaus (Joe Balzer) – Regie: Heidemarie Rohweder (Originalhörspiel, Kriminalhörspiel – SWF/NDR)
- 1992: Rosa Liksom: Go Moskau go – Reportagen aus Moskau 1978–1988 (Punker) – Regie: Peter König (Hörspielbearbeitung – SR/ORB)
- 1995: Thomas Büttner: Der König von Patagonien – Regie: Hans-Peter Schnicke (Originalhörspiel, Kinderhörspiel – SDR)
- 1999: Mary Wollstonecraft Shelley: Frankenstein oder Der moderne Prometheus (1. Teil) (Matrose 3/Krempe) – Regie: Annette Kurth (Hörspielbearbeitung – WDR)
- 1999: Ana Istarú: Baby-Boom im Paradies (Schwager) – Regie: Hein Bruehl (Hörspielbearbeitung – WDR)
- 1999: Ken Follett: Die Säulen der Erde (9 Teile) – Bearbeitung und Regie: Leonhard Koppelmann (Hörspielbearbeitung – WDR)
- 2000: Dan Kavanagh: Duffy (1. Teil: Fertigsuppe: Geschmacksrichtung Ochsenschwanz) (Pimp) – Bearbeitung und Regie: Leonhard Koppelmann (Hörspielbearbeitung, Kriminalhörspiel – WDR)
- 2001: Michel Houellebecq: Elementarteilchen (1. Teil) (Assistenzarzt) – Bearbeitung und Regie: Leonhard Koppelmann (Hörspielbearbeitung – WDR)
- 2002: Leonardo Sciascia: Der Tag der Eule (2 Teile) (Brigadiere/Brescianelli) – Bearbeitung und Regie: Anita Ferraris (Hörspielbearbeitung – WDR)
- 2002: Jutta Richter: Hinter dem Bahnhof liegt das Meer (3 Teile) (Josef, der Kellner) – Regie: Angeli Backhausen (Hörspielbearbeitung, Kinderhörspiel – WDR/NDR)
- 2003: Karlheinz Koinegg: Die Räuber vom Liang Schan Moor (1. und 3. Teil) (Gast 1/Träger 1) – Regie: Martin Zylka (Originalhörspiel, Kinderhörspiel – WDR)
- 2003: Franziska Groszer: Ein Sommer mit Tilly (6 Teile) (Papa) – Regie: Angeli Backhausen (Originalhörspiel, Kinderhörspiel – WDR)
- 2004: Bernard Werber: Das letzte Geheimnis (3 Teile) (Franck Gauthier/Micha) – Bearbeitung und Regie: Norbert Schaeffer (Hörspielbearbeitung, Kriminalhörspiel, Science-Fiction-Hörspiel – WDR)
- 2004: Ludovico Ariosto: Orlando Furioso (6 Teile) (Zwischenrufer 3) – Bearbeitung und Regie: Leonhard Koppelmann (Hörspielbearbeitung – WDR)
- 2005: Antal Szerb: Reise im Mondlicht (Ervin) – Bearbeitung und Regie: Norbert Schaeffer (Hörspielbearbeitung – SWR)
- 2006: Richard Adams: Unten am Fluss (3 Teile) (Groundsel) – Bearbeitung und Regie: Leonhard Koppelmann (Hörspielbearbeitung, Kinderhörspiel – SWR)
- 2007: Esmahan Aykol:	Frauen morden besser: Bakschisch (Kasim Arslan) – Bearbeitung und Regie: Judith Lorentz (Hörspielbearbeitung, Kriminalhörspiel – SWR)
- 2007: Rudyard Kipling: Das Dschungelbuch (Affenführer) – Regie: Frank-Erich Hübner (Hörspielbearbeitung, Kinderhörspiel – WDR)
- 2008: Yasmina Khadra: Die Sirenen von Bagdad (2 Teile) (Hossein) – Bearbeitung und Regie: Frank-Erich Hübner (Hörspielbearbeitung – WDR)
- 2009: Paul Maar: Wiedersehen mit Herrn Bello (4 Teile) (Bello) – Regie: Petra Feldhoff, Philippe Bruehl (Hörspielbearbeitung, Kinderhörspiel – WDR)
- 2010: Oliver Kluck: Warteraum Zukunft (Malzahn/Radio 1/Uwe/Mitarbeiter/Partygast) – Regie: Leonhard Koppelmann (Hörspielbearbeitung – NDR)
- 2011: Volker Anding: Wer nicht stirbt, wird älter (Rolf) – Regie: Christoph Pragua (Originalhörspiel – WDR)
- 2011: Kobo Abe: Die Frau in den Dünen (Ein Alter) – Bearbeitung und Regie: Kai Grehn (Hörspielbearbeitung – NDR)
- 2012: Philipp Meyer: Rost (2 Teile) (Mann 5) – Regie: Ulrich Lampen (Hörspielbearbeitung, Kriminalhörspiel – NDR)
- 2013: Elisabeth Herrmann: Radio-Tatort: Ans Wasser! (KTU-Mann) – Regie: Sven Stricker (Originalhörspiel, Kriminalhörspiel – NDR)
- 2014: Michael Ende: Die unendliche Geschichte (1., 2. und 4. Teil) (Nachtalb/Borkentroll 1/Lirr/Fährmann) – Regie: Petra Feldhoff (Hörspielbearbeitung, Kinderhörspiel – WDR)
- 2015: Daniel Kehlmann: David Mahlers Zeit (Arzt) – Bearbeitung und Regie: Alexander Schuhmacher (Hörspielbearbeitung – HR)
- 2016: Arkadi und Boris Strugazki: Für eine bessere Welt: Eine Milliarde Jahre vor dem Weltuntergang (Waingarten) – Bearbeitung und Regie: Walter Adler (Hörspielbearbeitung, Science-Fiction-Hörspiel – SWR)
- 2018: Hilary Mantel: Brüder (5 von 26 Folgen) (Jérôme Pétion de Villeneuve) – Bearbeitung und Regie: Walter Adler (Hörspielbearbeitung – WDR)
- 2018: Stanisław Lem: Der Unbesiegbare (Rohan) – Regie: Oliver Sturm (Hörspielbearbeitung, Science-Fiction-Hörspiel – MDR)
- 2019: Mariana Leky: Was man von hier aus sehen kann (4 Teile) (Vater) – Bearbeitung und Regie: Petra Feldhoff (Hörspielbearbeitung – WDR)
- 2020: Jörg Buttgereit: Captain Berlin und die wirklich wahre Geschichte vom Mauerfall (Konzernchef/Passant 2/Volkspolizist 2/An-und Absage) – Regie: Jörg Buttgereit (Originalhörspiel – WDR)
- 2021: Matthias Brandt: Blackbird (2 Teile) (Schornsteinfeger) – Regie: Leonhard Koppelmann (Hörspielbearbeitung – HR)
- 2021: James Tiptree: Dein haploides Herz (Ian) – Regie: Martin Heindel (Originalhörspiel, Science Fiction-Hörspiel – WDR)

## Filmographie (Auswahl)
- 1995: Balko
- 1995: Tatort
- 1999: Die Wache
- 2015: Tatort: Schwanensee
- 2018: Nord bei Nordwest – Waidmannsheil
- 2018: SOKO Hamburg: Tödliche Ernte
- 2019: Helen Dorn: Wer Gewalt sät
- 2022: Zwei Leben für Europa - Gustav Stresemann und Aristide Briand (Doku-Spielfilm)
- 2023: Rentnercops: Volle Kraft voraus
- 2023: Morden im Norden: Das perfekte Opfer
- 2023: SOKO Stuttgart: Die Nachtwache
- 2023: Die Heiland – Wir sind Anwalt: Das Testament
- 2025: In aller Freundschaft – Die jungen Ärzte: Zäsur